# Потър (окръг, Тексас)
Вижте пояснителната страница за други значения на Потър.
Окръг Потър (на английски: Potter County) е окръг в щата Тексас, Съединени американски щати. Площта му е 2388 km², а населението - 113 546 души (2000). Административен център е град Амарило.